# HD108844
HD108844 — хімічно пекулярна зоря спектрального класу
A6 й має  видиму зоряну величину в смузі V приблизно  5,4.
Вона  розташована на відстані близько 274,5 світлових років від Сонця.

## Фізичні характеристики
Зоря HD108844 обертається 
досить швидко 
навколо своєї осі. Проєкція її екваторіальної швидкості на промінь зору становить  Vsin(i)= 89км/сек.

## Магнітне поле
Спектр даної зорі вказує на наявність магнітного поля у її зоряній атмосфері.
Напруженість повздовжної компоненти поля оціненої з аналізу
становить   66,0±  52,0 Гаус.